# Григоренко Євген Русланович
Григоренко Євген Русланович (24 липня 1993 — 10 травня 2023) — солдат Збройних Сил України, учасник російсько-української війни, який загинув під час російського вторгнення в Україну.

## Життєпис
Євген Григоренко народився 24 липня 1993 року у місті Краматорськ, Донецької області
В 2000 році пішов у перший клас СЗШ №25 м. Краматорськ. Школу закінчив у СЗШ №16 в м. Краматорськ.
В 2009 році поступив до Краматорського вищого професійного училища №14, де отримав фах електрозварювальника та слюсаря.
Після училища навчався в Донбаському інституті техніки та менеджменту Закладу вищої освіти «Міжнародний науково-технічний університет імені академіка Юрія Бугая»
В період з 2011 по 2012 рік проходив строкову службу.
Останні роки після працював закордоном.
У лютому 2023 був мобілізований до лав Збройних сил України. Боровся проти держави-терориста у складі 125-ї окремої бригади територіальної оборони ЗСУ, служив стрільцем стрілецької роти.
Вірний військовій присязі, загинув 10 травня 2023 року при виконанні службового обов’язку по захисту Батьківщини. Військовий загинув, виконуючи бойові завдання, поблизу с. Діброва на Луганщині.
У молодого військового залишилися мати, дружина та маленька дитина. 
Поховали Євгена 17 травня 2023 року, поряд із десятками його земляків-захисників України та рідного Краматорська, на Алеї Слави.

## Нагороди
В лютому 2024 року відповідно до указу Президента України №135/2023  Євгену Григоренку за особисту мужність і самовідданість, виявлені у захисті державного суверенітету та територіальної цілісності України, вірність військовій присязі було посмертно відзначено державною нагородою: орденом «За мужність» III ступеня.
В травні 2024 відповідно до указу Міністра оборони України №786 від 21 травня 2024 року відзначено медаллю "Захиснику України".